# وایهاوزن
وایهاوزن (به آلمانی: Weyhausen) یک شهر در آلمان است که در بولدکر لاند واقع شده‌است. وایهاوزن ۲٬۶۳۳ نفر جمعیت دارد.